# آنتون بورگر
آنتون بورگر (به آلمانی: Anton Burger) (زاده ۱۹ نوامبر ۱۹۱۱، مرگ ۲۵ دسامبر ۱۹۹۱) یک افسر آلمانی در دوره رایش سوم و از ۳ ژوئیه سال ۱۹۴۳ تا ۷ فوریه سال ۱۹۴۴ فرمانده اردوگاه کار اجباری ترزینشتات بود.